# داون (ألمانيا)
دَون (بالألمانية: Daun, Germany) نقحرة: دَاون، هي بلدة ألمانية تقع في ألمانيا في راينلند بالاتينات. يقدر عدد سكانها بـ 8,488 نسمة .

## أعلام
- باسكال هينس
- فولفغانغ يونارد